# Nick Phipps (bobsleista)
Nicholas David „Nick” Phipps (ur. 8 kwietnia 1952 w New Haw, zm. 24 kwietnia 2024) – brytyjski bobsleista, olimpijczyk.

## Kariera
Największy sukces w karierze osiągnął w sezonie 1985/1986, kiedy zajął trzecie miejsce w klasyfikacji Pucharu Świata w kombinacji. Wyprzedzili go tylko Ekkehard Fasser ze Szwajcarii oraz Matt Roy z USA. W 1980 roku na igrzyskach olimpijskich w Lake Placid zajął piętnastą pozycję w czwórkach. Startował także dwanaście lat później na igrzyskach w Albertville, gdzie był trzynasty w dwójkach i czwórkach.